# Callyspongia mollissima
Callyspongia mollissima är en svampdjursart som först beskrevs av Lendenfeld 1887.  Callyspongia mollissima ingår i släktet Callyspongia och familjen Callyspongiidae. Inga underarter finns listade i Catalogue of Life.